# Orosijewo
Orosijewo (ukr. Оросієво, węg. Sárosoroszi) – wieś na Ukrainie w rejonie berehowskim obwodu zakarpackiego. Parafia katolicka św. Anny z zabytkowym kościołem. Zabytkowy kościół kalwiński.